# 長野県道388号六鹿松代停車場線
長野県道388号六鹿松代停車場線（ながのけんどう388ごう ろっかまつしろていしゃじょうせん）は、長野県長野市を走る一般県道。

## 概要
長野市松代町南部の山間にある気象庁松代地震観測所付近を起点とし、松代城下町の中心部を南北に縦断して旧長野電鉄屋代線の松代駅に至る2.6kmの短い路線である。
2013年（平成25年）に国道403号が松代町中心部を迂回する経路に変更されて以降、他の国道・県道と一切交わらない路線となっている。ただし、すぐ東方に長野県道35号長野真田線が並行しており、松代伊勢町では約100mまで接近する（長野市道（旧谷街道＝旧国道403号）を介して接続）。
また、終点となる松代駅は、2012年（平成24年）の長野電鉄屋代線廃線により廃止されており、現在は廃止代替バスを含めた路線バスの結節点となっている。

### 路線データ
- 起点：長野市松代町西条字六鹿
- 終点：長野市松代町松代（旧長野電鉄屋代線 松代駅）
- 実延長：2.6km

## 交差・接続する道路
- 長野市役所松代支所付近（長野市松代町松代伊勢町地籍）
  - 長野市道（谷街道＝旧国道403号）

## 沿道
- 気象庁松代地震観測所
- 長野市立西条小学校
- 青垣公園
- 長野県松代高等学校
- 長野県警察学校
- 長野県警察機動センター
  - 機動隊
  - 交通機動隊
- 皓月山大英寺
- 長野市役所松代支所
- 長野松代総合病院
- 長野電鉄屋代線 松代駅跡
- 松代城